# Площа Звенигородська (Львів)
Пло́ща Звенигоро́дська — площа в Галицькому районі Львова, в історичному центрі міста. Площа Звенигородська є однією з найменших площ Львова, адже її довжина від вулиці Сніжної (від північного фасаду церкви Марії Сніжної) до стику вулиць Рибної та Мосяжної — близько 50 м, ширина площі не більше 30 м.
Площа розташована приблизно посередині між чотирма сусідніми площами: Ярослава Осмомисла, Старий Ринок, Данила Галицького та вулицею Вічевою. Найближча площа Ярослава Осмомисла — розташована на 4 м нижче від Звенигородської, до неї ведуть сходи. 

## Історія та назва
Площа є однією з найдавніших у Львові. Її історія пов'язана з існуванням у середньовічному Львові громади німецьких колоністів та збудованого ними храму — церкви Марії Сніжної. Цей храм зведений у XIV столітті на місці давнішого дерев'яного з XIII століття. До другої світової війни — площа Марії Сніжної, під час німецької окупації — Маріяшніпляц. Сучасна назва — площа Звенигородська, від 1950 року. 

## Забудова
В архітектурному ансамблі площі Звенигородської присутні три- та чотириповерхові кам'яниці кінця XIX — початку XX століть, збудовані у стилі віденського класицизму. Будинок під № 8 внесений до Реєстру пам'яток архітектури місцевого значення.
№ 2 — церква Матері Божої Неустанної Помочі. Колись костел Пресвятої Діви Марії Сніжної збудований німецькими колоністами у XIV столітті на місці давнішого дерев'яного з XIII століття. Перша письмова згадка датована 1352 роком.
№ 3 — житловий будинок. У 2010 році будівля була відреставрована та через два роки її перетворили у готельно-ресторанний комплекс «Saint Feder». 
№ 8 — двоповерховий будинок, відомий як «Дім органіста». Будинок внесений до Реєстру пам'яток архітектури місцевого значення під охоронним № 106-м.

Світлини забудови площі Звеногородської
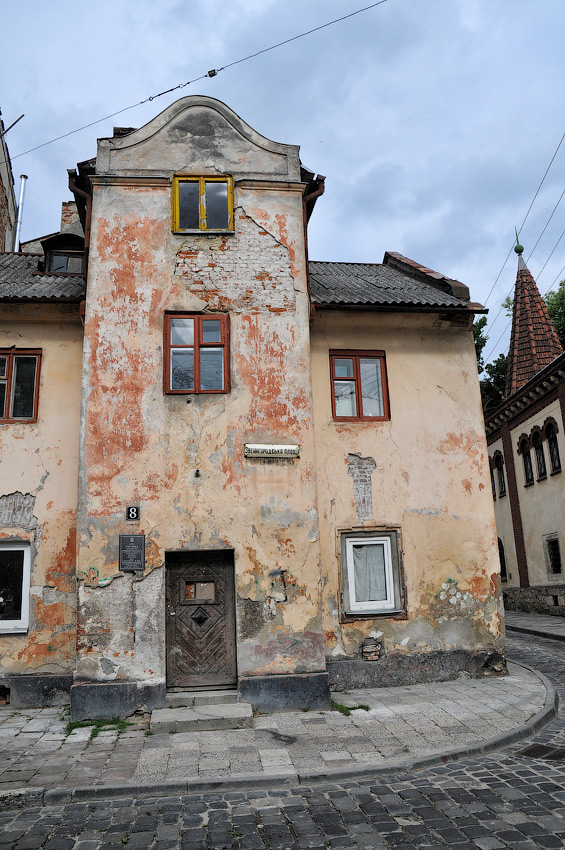
Будинок органіста (пл. Звенигородська, 8)
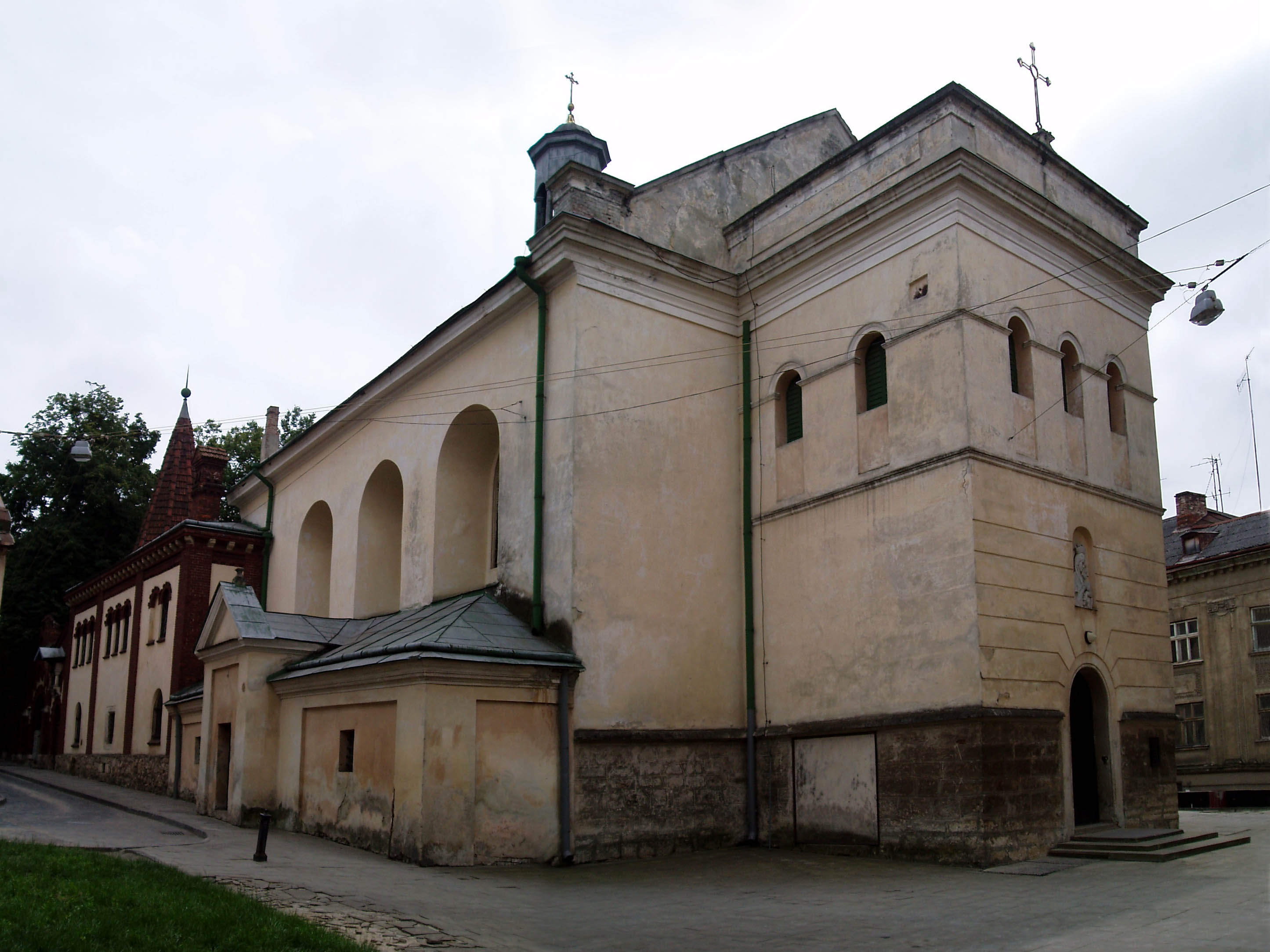
Церква Матері Божої Неустанної Помочі
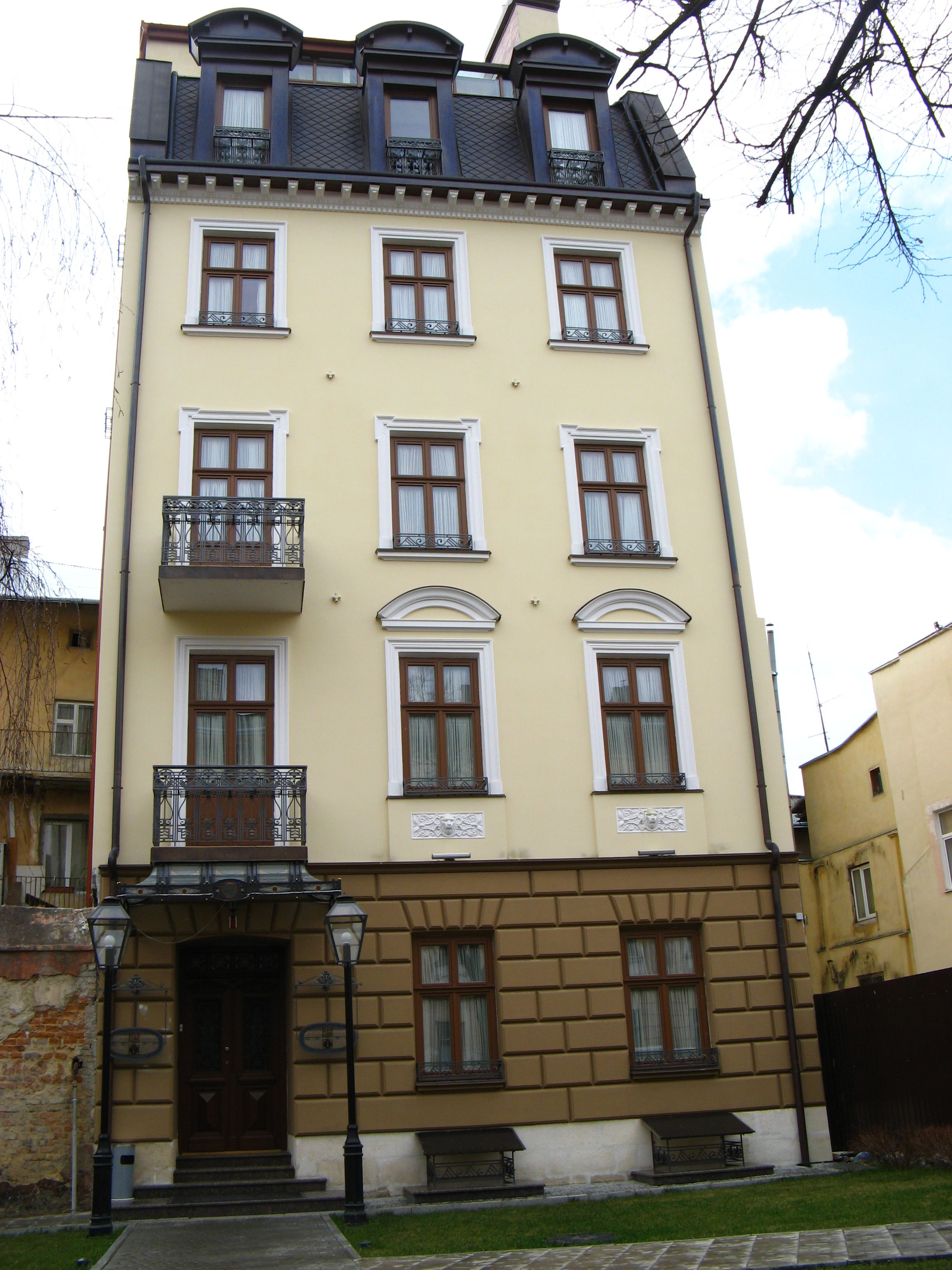
Готельно-ресторанний комплекс «Saint Feder» (пл. Звенигородська, 3)